# ديفيد واليس ريفيس
ديفيد واليس ريفيس (بالإنجليزية: David Wallis Reeves)‏ هو موزع وملحن أمريكي، ولد في 14 فبراير 1838 في أوسويغو في الولايات المتحدة، وتوفي في 8 مارس 1900 في بروفيدنس في الولايات المتحدة بسبب التهاب الكلى.

## وصلات خارجية
- ديفيد واليس ريفيس على موقع ميوزك برينز (الإنجليزية)
- ديفيد واليس ريفيس على موقع ديسكوغز (الإنجليزية)